# Gymnelia gaza
Gymnelia gaza là một loài bướm đêm thuộc phân họ Arctiinae, họ Erebidae.